# くまフェス
くまフェス（Kumafes）は、熊本県熊本市で開催の漫画・アニメ関連のイベントである。三越伊勢丹で開催されているくまフェスとは無関係。

## 概要
NPO法人グランド12と熊本市による熊本市市民協働事業「マンガ・アニメを生かして熊本を紹介しよう！」として開始された、マンガ・アニメ、ポップカルチャーをテーマに熊本市の魅力を国内外に発信することで、賑わいと魅力あふれる街を創ることを目指したイベント。
2011年12月にグランド12により開催されたアニメソングバンドライブを中心としたイベント「アニバン！Vol.1」の好評をきっかけとして、翌年からアニメソング以外の内容を拡大する形で熊本市中心市街地一帯を会場に開催されている。

## 2012年
- 日時：2012年12月2日
- 主催：NPO法人グランド12、熊本市
- 特別協賛：セルモグループ
- 協賛：ブシロード、たつのこ、ハウスレッシュ、キューネット、寺原自動車学校、熊本第一信用金庫、オニザキコーポレーション、フェザンレーヴ、まちづくり熊本
- 後援：熊本商工会議所、熊本日日新聞社、RKK、TKU、KKT、KAB、FMK、FM791

## 2013年
- 日時：2013年12月8日
- 主催：熊本城下のまちづくり協議会桜町地区会議、NPO法人グランド12
- 協力：熊本商工会議所
- 特別協賛：セルモグループ
- 協賛：キューネット、フェザンレーヴ、崇城大学、寺原自動車学校、旬膳 たつのこ、炭焼屋 阿呆鳥、カリーノ下通、原田木材、ふくおかフィナンシャルグループ、エンフレンテ熊本、高橋酒造
- 後援：熊本市

## 2014年
- 日時：2014年12月7日
- 主催：熊本城下のまちづくり協議会桜町地区会議、NPO法人グランド12
- 協力：熊本商工会議所
- 特別協賛：セルモグループ
- 協賛：フェザンレーヴ、崇城大学、寺原自動車学校、熊本第一信用金庫、ドゥヨネザワグループ、旬膳 たつのこ、炭焼屋 阿呆鳥、カリーノ下通、ふくおかフィナンシャルグループ、北電子、ヴァンガード、ジェイコム熊本他
- 後援：熊本市、熊本日日新聞社、RKK、TKU、KKT、KAB、FMK、FM791

## 2015年
- 日時：2015年12月6日
- 主催：NPO法人グランド12、熊本城下のまちづくり協議会桜町地区会議
- 特別協賛：セルモグループ
- 協賛：寺原自動車学校、熊本第一信用金庫、熊本銀行、旬膳 たつのこ、炭焼屋 阿呆鳥、イソップ製菓
- 協力：KTC中央高等学院熊本キャンパス、上通繁栄会、下通繁栄会、サンロード新市街、マンガキング
- 後援：熊本市、熊本日日新聞社、RKK、TKU、KKT、KAB、FMK、FM791

## 2016年
- 日時：2016年12月10日 - 12月11日
- 主催：NPO法人グランド12、熊本城下のまちづくり協議会桜町地区会議
- 特別協賛：セルモグループ
- 協賛：カリーノ下通、熊本第一信用金庫、熊本銀行、ユーパレス弁天、トヨタカローラ熊本、寺原自動車学校、平田金物、クリーク・アンド・リバー社
- 協力：サンロード新市街、上通繁栄会、下通繁栄会
- 後援：熊本市、熊本日日新聞社、RKK、TKU、KKT、KAB、FMK、FM791

## 2017年
- 日時：2017年12月2日 - 12月3日
- 主催：NPO法人グランド12、熊本市（お城まつり運営委員会）、熊本城下のまちづくり協議会桜町地区会議
- 特別協賛：セルモグループ
- 協賛：カリーノ下通、熊本第一信用金庫、熊本銀行、ユーパレス弁天、トヨタカローラ熊本、寺原自動車学校、平田金物、北電子
- 協力：サンロード新市街、上通繁栄会、下通繁栄会
- 後援：熊本市、熊本日日新聞社、RKK、TKU、KKT、KAB、FMK、FM791

## 2018年
- 日時：2018年12月1日 - 12月2日
- 主催：NPO法人グランド12

花畑広場
- 司会：yukiusa（1日）、まさる(2日）
- 1日メインステージ：パフォーマンスステージ（出演：春ノ宴、シア（零）、さだかねたくや、PROJECT SiGN@L、花とマツ、サオリ、おとまむ系ロディー、Sound Knights、DeCLIC）、熊本県トラック協会PRステージ、工藤圭一ライブステージ、アニソンバンドステージ（出演：レガシリス斑季、エロリゲス∞インパクト、おかめ特急。）
- 2日メインステージ：熊本CLEAR'S・ゆめみどき・REBIRTHアイドルステージ、ケロロ軍曹生誕20周年記念!トークショー（出演：渡辺久美子）、くまフェスde和太鼓（出演：HANASAKUMURA project×和太鼓 輝）、TRIPLANEバンドライブ、前田愛/AiMトーク&ライブステージ、佐咲紗花トーク&ライブステージ
- テント出展：熊本県トラック協会、川尻青年協議会、NTTドコモ、セルモグループ、オーリック、北電子、寺原自動車学校
- 飲食ブース：まんぷくフーズ、Link Up、カリッシュ、フレンド・カンパニー、藤家

サンロード新市街
- 1日ステージ：くまフェスDJタイム（出演：KLIM、ふぇい、xina他）、トークショー「ルフィ像完成記念!「神木健児」が語る『ONE PIECE』と熊本復興」
- 2日ステージ（FM791公開放送）：前田愛/AiMトークショー、三浦孝太・田邊和也トークショー、ケロロ軍曹生誕20周年記念!クイズ大会
- コスプレ体験ブース
- コアミックスまんがラボ
- くまもとヲタクな美術展

その他会場
- 辛島公園：北電子ツノッチふわふわ
- ファーストイベントハウス一番館：コスプレ更衣室
- 中心部商店街・桜の馬場城彩苑：コスプレイベント「グラこす」

## 2019年
- 日時：2019年12月7日 - 12月8日
- 主催：NPO法人グランド12・熊本城下のまちづくり協議会桜町地区会議
- 特別協賛：セルモグループ
- 協賛：北電子、ドン・キホーテ、熊本コアミックス、DNS、カリーノ下通、熊本第一信用金庫、熊本銀行、寺原自動車学校、サンバレーゴルフプラザ
- 協力：下通繁栄会、上通商栄会、熊本市新市街商店街振興組合
- 後援：熊本市

SAKURA MACHI Kumamotoシンボルプロムナード
- 1日目メインステージ：パフォーマンスステージ、アップアップガールズ（仮）ライブ、バンドライブステージ
- 2日目メインステージ：アップアップガールズ（仮）ライブ、熊本CLEAR'Sライブ、青山吉能トークショー、L☆NAVYライブ、TRIPLANEライブ、古川登志夫トークショー、鮎川麻弥トークショー＆ライブ
- ブース出展：テラバル自動車学校＆T1パーク、ドン・キホーテ、NTTドコモ、出演者物販、川尻商店街連合会、コアミックスまんがラボ、藤木米穀・天草食糧・御船共栄お米試食コーナー、セルモグループ、FM791ラジオ生放送ブース
- 飲食ブース：バニーズ、まんぷくフーズ、カリッジュ仁音、フィリップモリスジャパン、くませれ
- 北電子ブース：チャリティブース、ジャグラーアイランドプロモーションブース
- くまもとヲタクな美術展：痛チャリ展示、痛車展示、デスク展示（フィギュア・プラモデル等）

その他会場
- 市民会館シアーズホーム夢ホール：グラこす1日目更衣室
- 熊本城ホール：グラこす2日目更衣室
- 中心部商店街・城彩苑・辛島公園：コスプレイベント「グラこす」

出演者
- メインステージMC：上村ゆきの（1日目）、まさる（2日目）
- パフォーマンスステージ：ディスパな2人、じす、真紅の大番頭、PROJECT SiGN@L、春ノ宴、Stellar、黒天使ゴエモン、μare's、Deathier from軽率ディビジョン、さだかねたくや）、
- バンドライブステージ：Rose&Rosary、エロゲリス∞インパクト、おかめ特急。

## 2020年
新型コロナウイルス感染拡大の影響により延期。

## 2021年
くまフェス2020
- 日時：2021年4月3日
- 主催：RKK熊本放送、くまフェス実行委員会(NPO法人グランド12)NPO法人グランド12
- 企画制作：くまフェス実行委員会、Borsa
- 制作協力：ライブエグザム
- 協力：熊本市、フラッグス株式会社、ストレート株式会社、熊本シティエフエム

熊本城ホール イベント・展示ホールA
- くまフェス×@JAM〜くまフェス10th anniversary〜：@JAM枠出演者 HKT48、26時のマスカレイド、FES☆TIVE、わーすた、LinQ、Task have Fun／The Next One枠(地元枠)出演者 秘密のJOKER、九州女子翼、空想モーメントL+、パピロジェ、ARKFANTASIA、COLORLESS
- 【中止】2021年4月3日 - 4月4日 くまフェス「グラコス・新市街イベント」
- 【中止】2021年4月4日 くまフェスLegend Live：予定されていた出演者 NoB、神尾晋一郎、鮎川麻弥、春奈るな、佐咲紗花、古川登志夫、田中真弓、鈴木杏奈

くまフェス2021
- 日時：2021年11月20日 - 11月21日

花畑広場
- 1日目メインステージ：DISPARATEダンスパフォーマンス、しののめライブ、ぐると2号ダンスパフォーマンス、月ライブ、ORANGE演奏、アラルスピカライブ、エロリゲス∞インパクト、おかめ特急ライブ、MC 上村ゆきの
- 2日目メインステージ：熊本CLEAR'Sライブ、原作マンガヒットSHOW、ダンススタジオニューエイジ、096k熊本歌劇団、春奈るなライブ、田中真弓・古川登志夫トークショー、NoBライブ、MC 上村ゆきの

## 2022年
出演
- AKINO with bless4[1]